# Island Life
Albums de Grace Jones
Slave to the Rhythm
(1985) Inside Story
(1986)
Island Life est la première compilation de la chanteuse jamaïcaine Grace Jones, sortie le 3 décembre 1985 chez Island Records. La compilation inclut les chansons des neuf premières années de sa carrière musicale. L'album figure parmi les meilleures ventes de Jones.

## Titres
| 1. | La Vie en rose                          | - Édith Piaf - Louigny - Mack David                                 | Portfolio        | 7:25 |
| 2. | I Need a Man                            | - Paul Adrian Slade - Pierre Papadiamondis                          | Portfolio        | 3:22 |
| 3. | Do or Die                               | - Jack Robinson - James Bolden                                      | Fame             | 3:22 |
| 4. | Private Life                            | Chrissie Hynde                                                      | Warm Leatherette | 5:10 |
| 5. | I've Seen That Face Before (Libertango) | - Ástor Piazzolla - Barry Reynolds - Dennis Wilkey - Nathalie Delon | Nightclubbing    | 4:29 |

| 1. | Love Is the Drug      | - Bryan Ferry - Andy Mackay                                   | Warm Leatherette    | 6:02 |
| 2. | Pull Up to the Bumper | - Kookoo Baya - Grace Jones - Dana Mano                       | Nightclubbing       | 3:38 |
| 3. | Walking in the Rain   | - Harry Vanda - George Young                                  | Nightclubbing       | 4:18 |
| 4. | My Jamaican Guy       | Grace Jones                                                   | Living My Life      | 6:00 |
| 5. | Slave to the Rhythm   | - Bruce Woolley - Simon Darlow - Stephen Lipson - Trevor Horn | Slave to the Rhythm | 4:22 |

Notes
- Sur l'édition cassette britannique, deux chansons additionnelles figurent sur la face A : Demolition Man et Nipple to the Bottle. Sur la face B figure Grace Jones Musclemix comme dernière chanson.
- Grace Jones Musclemix est un pot-pourri de (dans l'ordre) : Pull Up to the Bumper, Slave to the Rhythm, Warm Leatherette, Private Life, Walking in the Rain, Use Me et Love Is the Drug.
- Les versions 45 tours de Do or Die, Pull Up to the Bumper et Slave to the Rhythm sont celles retenues pour la compilation.
- Love Is the Drug apparaît sous la forme d'un remix par Eric "E.T." Thorngren.

## Classements et certifications
| Classement (1985–86)                 | Meilleure position |
| ------------------------------------ | ------------------ |
| Allemagne de l'Ouest (Media Control) | 22                 |
| Australie (Kent Music Report)        | 9                  |
| Autriche (Ö3 Austria Top 40)         | 10                 |
| États-Unis (Billboard 200)           | 161                |
| Europe (European Albums)             | 13                 |
| Finlande (Suomen virallinen lista)   | 24                 |
| Italie (Musica e dischi)             | 15                 |
| Norvège (VG-lista)                   | 19                 |
| Nouvelle-Zélande (RIANZ)             | 1                  |
| Pays-Bas (Mega Album Top 100)        | 14                 |
| Royaume-Uni (UK Albums Chart)        | 4                  |
| Suisse (Schweizer Hitparade)         | 22                 |

| Classement (1986)              | Position |
| ------------------------------ | -------- |
| Australie (Kent Music Report)  | 80       |
| Autriche (Ö3 Austria)          | 29       |
| Europe (Music & Media)         | 47       |
| Nouvelle-Zélande (RMNZ)        | 10       |
| Royaume-Uni (UK Singles Chart) | 40       |

### Certifications
| Région                                                               | Certification | Ventes/Streams |
| -------------------------------------------------------------------- | ------------- | -------------- |
| Australie (ARIA)                                                     | Or            | 35 000^        |
| Autriche (IFPI)                                                      | Or            | 25 000x        |
| États-Unis                                                           | —             | 112 000        |
| Nouvelle-Zélande (RMNZ)                                              | Platine       | 15 000^        |
| Royaume-Uni (BPI)                                                    | Or            | 100 000^       |
| *Ventes selon la certification ^Mise en rayon selon la certification |               |                |